# Roma Calcio a 5
L'Associazione Sportiva Dilettantistica Roma Calcio a 5, nota in passato anche come Roma Barilla per via dello sponsor a cui la società è stata associata nei primi anni della sua storia, è una società italiana di calcio a 5 con sede a Roma.

## Storia
Fondata nel gennaio del 1983 per volere di Ettore Viola, figlio dell'allora presidente della Associazione Sportiva Roma Dino Viola, la Roma Calcetto è stata la prima sezione della Polisportiva A.S. Roma. 
L'Atto Costitutivo di "distacco" dalla società di calcio a 11 prevedeva il mantenimento dei Colori Sociali Oro e Porpora, i simboli della Città di Roma, l'immagine ed i loghi, il Lupetto disegnato da Piero Gratton e la storica Lupa Capitolina.
Rappresenta una delle società storiche del campionato italiano: ha infatti vinto le prime due edizioni del Campionato F.I.G.C. nel 1984 e nel 1984-1985, nella prima finale disputata nel Campo Centrale del Foro Italico della Capitale e nella seconda nel campo appositamente costruito per l'occasione nella Repubblica di San Marino. Ha partecipato alle Edizioni di Coppa dei Campioni d'Europa nel 1984 e nel 1985.
Nella successiva edizione del campionato ha ancora raggiunto la finale scudetto, persa però contro l'Ortana Griphus. 
Con la riforma dei campionati avvenuta nella stagione 1989-90, la Roma Calcetto è inserita nel girone C della neonata Serie A; concludendo la stagione regolare alle spalle di BNL Calcetto e Roma RCB, la squadra non si qualifica per la successiva Poule Scudetto. 
La successiva stagione, con la creazione del girone unico di Serie A, vede la squadra capitolina chiudere al quattordicesimo posto con 31 punti. I risultati non molto brillanti continuano anche nell'annata 1991-1992 quando la squadra giunge quindicesima e nuovamente fuori dai play-off.
Nella stagione sportiva 1998-1999 la squadra ha disputato la Serie B nazionale così come nelle successive stagioni sino al 2000-2001, ultimo anno nelle categorie nazionali. Nelle stagioni più recenti la società, divenuta nel frattempo Roma Calcio a 5, ha militato regolarmente nella Serie D provinciale. Al termine della stagione 2017-18 il presidente della B&A Orte Massimiliano Brugnoletti si accorda con Marco Ciardi per assumere l'identità della Roma. A sciogliersi è formalmente la società capitolina, per permettere alla B&A Orte di trasferirsi nella Capitale e assumere la denominazione "Roma Calcio a 5".
Nella stagione 2018-19 la Roma si classifica decima nel girone di B di Serie A2 e si ritrova a dover affrontare il Prato nei play-out per evitare la retrocessione. La gara di andata, giocata a Prato, vede imporsi i giallorossi per 1-4. La sconfitta maturata nella gara di ritorno per 5-6 è sufficiente per permettere la salvezza alla compagine capitolina. A livello giovanile invece l'under 19 conquista uno storico double, vincendo Coppa Italia (4-2 al Fenice Venezia Mestre) e Scudetto (5-0 e 2-4 con l'Orange futsal Asti) di categoria.
La stagione successiva, interrotta a marzo a causa della pandemia di COVID-19 del 2020, si conclude con la Roma al decimo posto e ancora salva.

## Cronistoria
| Cronistoria della Roma C5 |
| --- |
| - 1983 · Distacco dalla Associazione Sportiva Roma e fondazione della Roma Calcetto. - 1984 · 1ª nel girone ? della fase regionale. Campione d'Italia (1º titolo). Semifinalista del titolo regionale. Vince la Poule Scudetto. - 1984-85 · 2ª nella fase regionale. Campione d'Italia (2º titolo). Vince la Poule Scudetto. - 1985-86 · 1ª nella fase regionale. Finalista della Poule Scudetto. - 1986-87 · ? - 1987-88 · ? - 1988-89 · ? - 1989-90 · 3ª nel girone C di Serie A. - 1990-91 · 14ª in Serie A. - 1991-92 · 15ª in Serie A. Retrocessa in Serie B. - 1992-93 · ? - 1993-94 · ? nel girone C di Serie B. - 1994 · Rileva il titolo sportivo del Ladispoli. - 1994-95 · 3ª in Serie A. - 1995-96 · 4ª in Serie A. Semifinalista di Coppa Italia. - 1996-97 · 15ª in Serie A. Retrocessa in Serie B. - 1997-98 · 8ª nel girone C di Serie B. Sconfitta nello spareggio promozione. - 1998-99 · 5ª nel girone C di Serie B. - 1999-00 · 7ª nel girone C di Serie B. - 2000-01 · 12ª nel girone D di Serie B. Retrocessa in Serie C1. - 2001-02 · 4ª in Serie C1 Lazio. - 2002-03 · Disputa il campionato di Serie C1 Lazio. - 2003-04 · ? - 2004-05 · Disputa il campionato di Serie C1 Lazio. Retrocessa in Serie C2. - 2005-06 · Disputa il girone A di Serie C2 Lazio. - 2006-07 · Disputa il girone A di Serie C2 Lazio. Vince i play-out. - 2007-08 · Disputa il girone ? di Serie C2 Lazio. Retrocessa in Serie D. - 2008-09 · 3ª nel girone F di Serie D Lazio. - 2009-10 · 2ª nel girone H di Serie D Lazio. Ripescata in Serie C2. - 2010 · Assume la denominazione Roma C5. - 2010-11 · 11ª nel girone B di Serie C2 Lazio. Vince i play-out. - 2011-12 · 7ª nel girone B di Serie C2 Lazio. - 2012-13 · 12ª nel girone D di Serie C2 Lazio. Retrocessa in Serie D. - 2013-14 · 7ª nel girone B di Serie D Lazio. - 2014-15 · 7ª nel girone D di Serie D Lazio. Ripescata in Serie C2. - 2015-16 · 14ª nel girone B di Serie C2 Lazio. Retrocessa in Serie D. - 2016-17 · 4ª nel girone D di Serie D Lazio. - 2017-18 · Attiva nel settore giovanile e scolastico. - 2018 · L'Orte si trasferisce a Roma, assumendo l'identità della Roma C5. - 2018-19 · 10ª nel girone B di Serie A2. Vince i play-out. 1º turno di Coppa Italia di Serie A2. 2º turno di Coppa della Divisione. - 2019-20 · 10ª nel girone B di Serie A2. 2º turno di Coppa della Divisione. - 2020-21 · 5ª nel girone B di Serie A2. 1ª turno play-off promozione. - 2021-22 · 8ª nel girone C di Serie A2. - 2022-23 · 9ª nel girone B di Serie A2. Ripescata in A2 Elite. Trentaduesimi di finale di Coppa della Divisione. 2ª turno play-off promozione. - 2023-24 · 4ª nel girone B di Serie A2 Élite. Quarti di finale play-off promozione. Semifinalista di Coppa Italia di Serie A2 Élite. 1º turno di Coppa della Divisione. - 2024-25 · 11ª nel girone B di Serie A2 Élite. Retrocessa in Serie A2. Sconfitta ai play-out. Ottavi di finale di Coppa Italia di Serie A2 Élite. Fase a gironi di Coppa della Divisione. |

## Palmarès
Competizioni nazionali
- Campionato italiano: 2

1984, 1984-1985
Competizioni giovanili
- Campionato italiano Under-19: 1

2018-2019
- Campionato italiano Under-17: 1

2022-2023
- Coppa Italia Under-19: 2

2018-2019, 2022-2023
- Supercoppa Italiana Under-19: 1

2023